# Duty Free Area (album)
Duty Free Area è un album del gruppo musicale italiano DFA, pubblicato nel 1998.

## Tracce
1. Escher – 10:51
2. Caleidoscopio – 9:38
3. Esperanto – 8:13
4. Ascendente scorpione – 4:34
5. Ragno – 11:29
6. Malia – 5:28